# 佗美浩
佗美 浩（たくみ ひろし、1891年5月2日 - 1970年12月25日）は、日本の陸軍軍人。最終階級は陸軍少将。太平洋戦争開戦直後のコタバル上陸作戦を指揮した。

## 略歴
- 1904年（明治37年）4月-松山中学入学
- 1905年（明治38年）9月-広島陸軍幼年学校入校
- 1912年（明治45年）5月-陸軍士官学校卒業（24期）
  - （大正元年）12月-歩兵少尉
- 1915年（大正4年）-歩兵中尉
- 1922年（大正11年）-歩兵大尉
- 1925年（大正14年）-東京陸軍幼年学校副官
- 1926年（昭和元年）[元号要検証]-歩兵第22連隊中隊長
- 1929年（昭和4年）-歩兵少佐
- 1930年（昭和5年）-歩兵第23連隊大隊長
- 1934年（昭和9年）-歩兵中佐
- 1935年（昭和10年）-東京陸軍幼年学校生徒監
- 1937年（昭和12年）-仙台陸軍幼年学校訓育部長、陸軍大佐
- 1938年（昭和13年）-歩兵第88連隊長
- 1940年（昭和15年）-陸軍少将・歩兵第23旅団長としてビルマ作戦に参加。
- 1942年（昭和17年）-善通寺俘虜収容所所長
- 1944年（昭和19年）-予備役
- 1945年（昭和20年）-羅南陸軍兵事部長兼羅南地区司令官[1]
- 1950年（昭和25年）-シベリアから復員

## 栄典
- 1913年（大正2年）2月20日 - 正八位[2]

## 著書
- 『コタバル敵前上陸』プレス東京、1968年